# Mansos

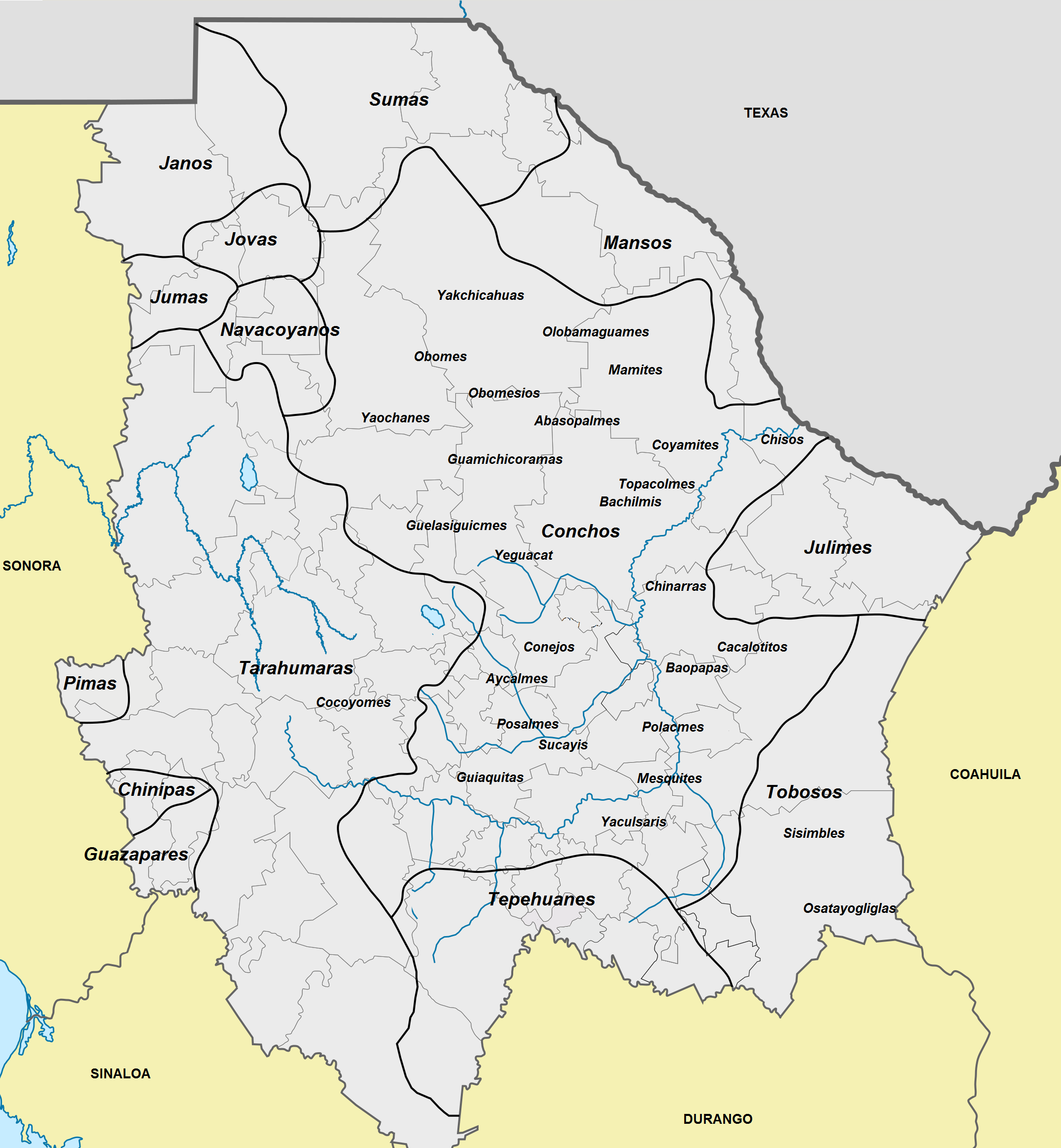
Etnias precolombinas de Chihuahua

Los Mansos fueron un pueblo indígena que vivió desde el norte del río Bravo hasta cerca de Las Cruces, Nuevo México, desde el siglo XV, y fueron uno de los grupos que se asentaron en la Misión de Guadalupe, en lo que hoy es Ciudad Juárez, México. Algunos de sus descendientes directos permanecen en la zona hasta el día de hoy.
Los Mansos eran seminómadas y cazadores-recolectores que practicaban poco o nada de agricultura, a pesar de que indígenas agricultores vivieran al norte y al sureste de ellos. Tenían un estilo de vida similar al de los Sumas y Conchos, que vivían en lugares cercanos.

## Lengua
Solo se registraron algunas palabras de su lengua. Se han propuesto varias teorías en relación con su idioma, incluyendo que hablaban una lengua yuto-azteca, tanoana o atapascana. Los escasos datos acerca de su lengua indican que hablaban el mismo idioma que los pueblos Jano y Jocome que vivían al oeste. La poca evidencia que existe indica que hablaban una lengua yuto-azteca relacionada con los idiomas cahítas del noroeste de México.

## Historia
La primera relación en que se citan a los Mansos proviene de la expedición española de explorador Antonio de Espejo, de enero de 1583. Viajando por el río Bravo en busca de los indios pueblo de Nuevo México, Espejo se encontró con un pueblo al que llamó los Tampachoas abajo de El Paso.

"Encontramos un gran número de personas que viven cerca de algunas lagunas por en medio de las cuales el río del Norte fluye. Estas personas, que deben ser más de mil hombres y mujeres, que se asentaron en sus rancherías y chozas de caza, salieron a recibirnos ... Cada una de ellos nos trajeron un regalo de mezquite y frijol ... peces de muchos tipos, que son muy abundantes en estas lagunas, y otros tipos de comida ... Durante los tres días y las noches que estuvimos allí se llevan a cabo continuamente ... bailan como todos, como a la manera de los mexicas".
Antonio de Espejo

Sin embargo, en la expedición de "El Chamuscado" y Rodríguez pasaron por las mismas lagunas en julio de 1581 y las encontraron deshabitadas. La conclusión fue entonces que los Mansos eran nómadas, que vivían solo una parte del año a lo largo del río Bravo y pasaban el resto del año viviendo de la caza y la recolección de alimentos en los desiertos y montañas circundantes. Parecían haber vivido a lo largo del río Bravo desde El Paso hacia el norte hasta Las Cruces, Nuevo México, y en las montañas cercanas. Es posible que hayan compartido su cultura con los Sumas, cuya historia se asemeja mucho.
Los Tampachoas de Espejo fueron probablemente los mismos que Juan de Oñate encontró en la misma zona quince años después en mayo de 1598 a los que llamó Mansos. Oñate y su gran expedición exploró el río Bravo cerca de Socorro (Texas), con la asistencia de 40 indios mansos. Su nombre autóctono es desconocido.
En 1630, un sacerdote español describió a los Mansos como personas "que no tienen casas, sino estructuras hechas de madera, y no siembran. Ellos no se visten de algo en particular, pero todos están desnudos y sólo las mujeres se cubren de la cintura para abajo con pieles de ciervo". En 1663, dijo un español de ellos, "La nación de los indios Mansos es tan bárbara e inculta que todos sus miembros van desnudos y, aunque el país es muy frío, no tienen casas donde habitar, viven bajo los árboles, sin saber siquiera cómo labrar la tierra para su comida". Los Mansos también se dice que comían pescado y carne. Pero ellos fueron descritos como un pueblo estable, "un pueblo robusto, alto y de buenas características, a pesar de que se enorgullecían de sí mismos con el polvo de diferentes colores que hacía que se vieran muy feroces".
La Misión de los Mansos fue establecida en 1659. La misión construida por los Mansos, con el nombre de Misión de Guadalupe de los Mansos en el Paso del río del Norte, aún existe y se encuentra en el centro de Ciudad Juárez, México.
Durante la década de 1660, cientos de Mansos se habían ya convertido al cristianismo. Los españoles establecieron una misión entre los indios Mansos pero eran de menor preocupación hasta la década de 1680, cuando los sobrevivientes de una rebelión de los indios pueblo de Nuevo México se refugiaron en el nuevo asentamiento de El Paso. En El Paso los Mansos establecieron estrechas relaciones con refugiados piros y tiwas. La tensión aumentó en la región por no apoyar a los 2000 refugiados españoles e indios era sin duda considerable y los Mansos pronto desmentirían su nombre de "pacíficos". Los Mansos viviendo en la misión pudieron haber sido una minoría entre las tribus, sin embargo fueron famosos como "alborotadores", junto con los Apaches y Sumas que todavía vivían en las montañas y los desiertos.
En 1682, el gobernador de El Paso informó que los Mansos y los Sumas se habían rebelado y atacado a los Janos. El 14 de marzo de 1684, el gobernador Jironza Petriz de Cruzate anunció que los Mansos, aliados con los Tihuas y los Piros habían organizado un motín para matar a todos los españoles de El Paso. Los Mansos estaban "cansados de todo lo que tenga que ver con Dios y con la Iglesia, por lo que ellos querían hacer lo que los indios de Nuevo México habían hecho". Los españoles tomaron prisioneros a los cabecillas de la sublevación, entre los que había un apache y un quivira (probablemente un wichita). Diez de ellos fueron ejecutados y más tarde, en noviembre, la guarnición española de 60 hombres más indios aliados atacaron a una unión de indios hostiles que al parecer tenían la intención de llevar a cabo otra rebelión.
Tras la revuelta de los Mansos cada vez se creó una atmósfera de destribalización en El Paso. Las enfermedades y ataques de los Apaches diezmaron su número, aunque muchos pueden haberse unido a éstos. En 1765, El Paso tenía 2469 habitantes españoles y solo 249 indios. En 1883, sin embargo, Adolph Bandelier encontró una docena de familias de indios mansos que vivían a orillas del río Bravo de El Paso. Los Mansos han sobrevivido como miembros de la tribu combinada Piro-Manso-Tiwa (PMT). Los miembros del siglo XIX emigraron a Las Cruces, Nuevo México, donde los miembros ayudaron a fundar el pueblo de Guadalupe en 1910. Hay dos grupos que afirman descender de los indios de la misión de Paso del Norte que han solicitado el reconocimiento federal estadounidense como tribu indígena: la tribu de San Juan de Guadalupe y la Tribu de Guadalupe Piro-Tiwa-Manso. En 2000, había 206 miembros de la tribu PMT en San Juan de Guadalupe.